# 沖繩島
沖繩島（日语：／ Okinawajima */?；琉球語：／  * / ?）或沖繩本島。位於琉球群島沖繩群島，是琉球群島中面積最大的島嶼。全島面積1206.49平方公里，除去與俄羅斯有領土爭議的北方四島（南千島群島）外，為日本面積第五大島嶼，僅次於本土四大島的本州、北海道、九州和四國。

## 自然環境

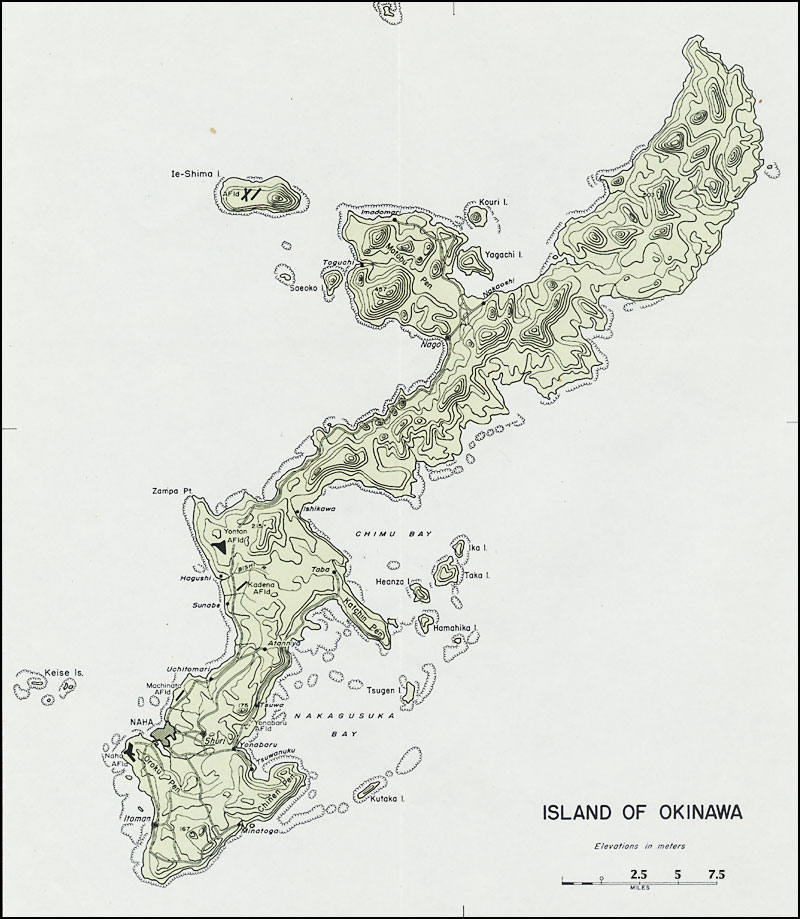
沖繩島地圖

### 地勢
- 中南部主要是隆起的珊瑚礁所形成，地勢平坦，多為高度100公尺的丘陵地，河川則非常少。北部主要由火成岩構成，有恩納岳、名護岳、與那霸岳等高度約為400公尺的低山，具有較大的河川。
- 南部因為石灰岩地形發達，產生許多鐘乳洞，以那霸市東南的南城市全長五公里的玉泉洞最為有名。

### 生態
北部被為山原以常綠闊葉林森林為主，中南部因為為珊瑚礁地形，以熱帶植物為主，森林。全島最北端為邊戶岬，與鹿兒島縣的與論島相距只有22公里。

### 氣候
全島處於亞熱帶氣候，每年5月到6月間為梅雨季節。

## 行政劃分
沖繩島在15世紀琉球國成立前分為北山、中山、南山三個小國，分別據有島的北部、中部和南部區域；後統一為琉球國，直到被日本兼併為止。
日本兼併琉球國後，設置沖繩縣。

### 沖繩島北部

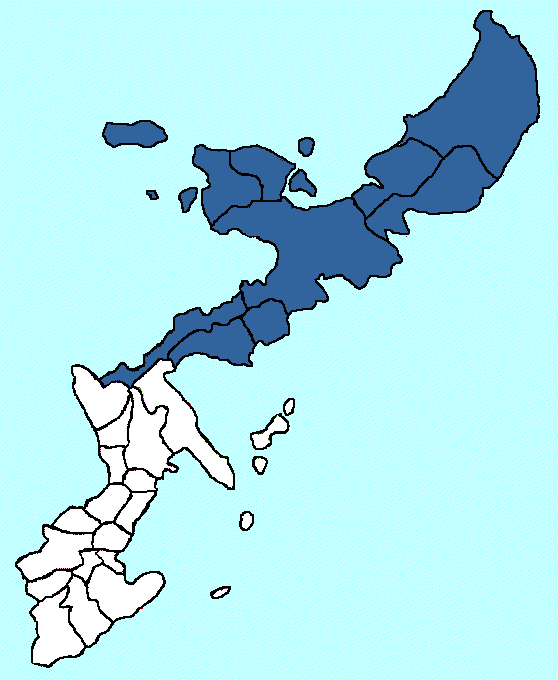
沖繩島北部行政劃分

稱為國頭地區，面積764平方公里，人口約12萬，開發較少。
- 名護市
- 國頭郡
  - 國頭村
  - 大宜味村
  - 東村
  - 本部町
  - 今歸仁村
  - 恩納村
  - 宜野座村
  - 金武町

### 沖繩島中部

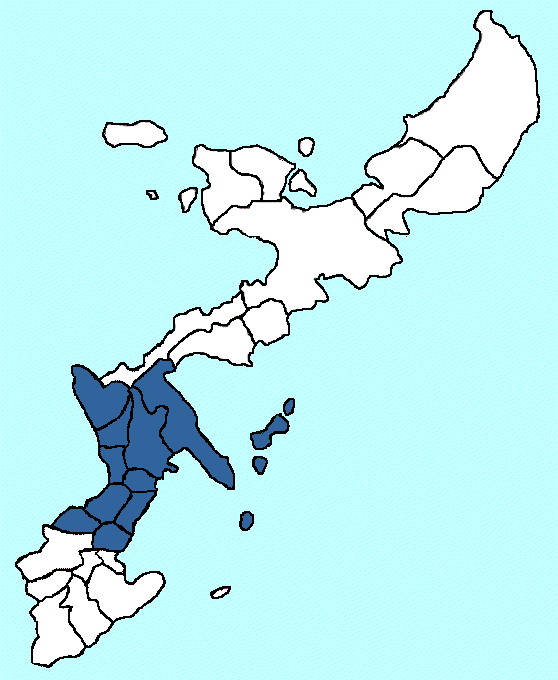
沖繩島中部行政劃分

稱為中頭地區，面積280平方公里，人口約58萬，為駐日美軍基地設施最集中的地區，其中的嘉手納基地為美軍在遠東地區最大的空軍基地。
- 沖繩市
- 浦添市
- 宜野灣市
- 宇流麻市
- 中頭郡
  - 讀谷村
  - 嘉手納町
  - 北谷町
  - 北中城村
  - 中城村
  - 西原町

### 沖繩島南部

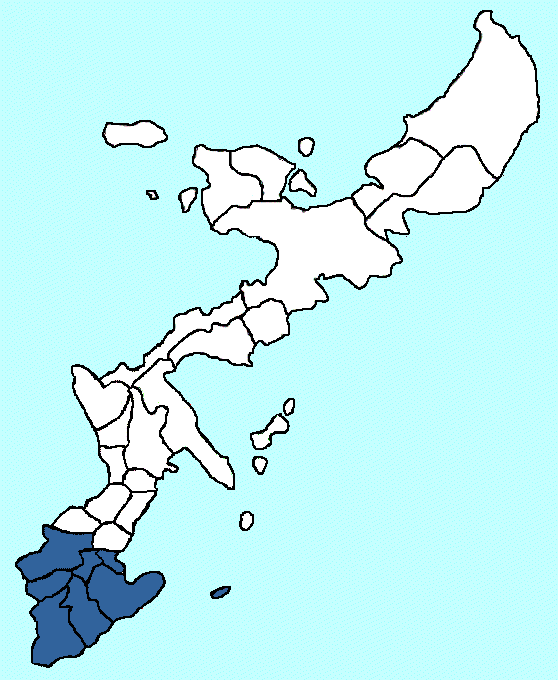
沖繩島南部行政劃分

稱為島尻地區，面積197平方公里，人口約53萬，為人口最集中的區域。
- 那霸市
- 豐見城市
- 糸滿市
- 南城市
- 島尻郡
  - 南風原町
  - 與那原町
  - 八重瀨町

## 觀光景點

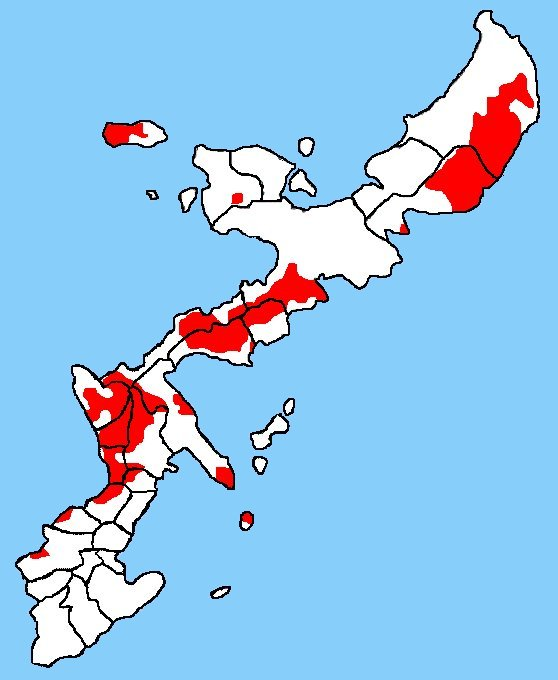
紅色區域為駐日美軍設施用地

### 北部
以自然遺跡為主
- 國營沖繩紀念公園
- 今歸仁城

### 中部
- 中城城
- 勝連城
- 座喜味城

### 南部
以文化、歷史及戰場遺跡為主
- 首里城
- 國際通

## 圖片集

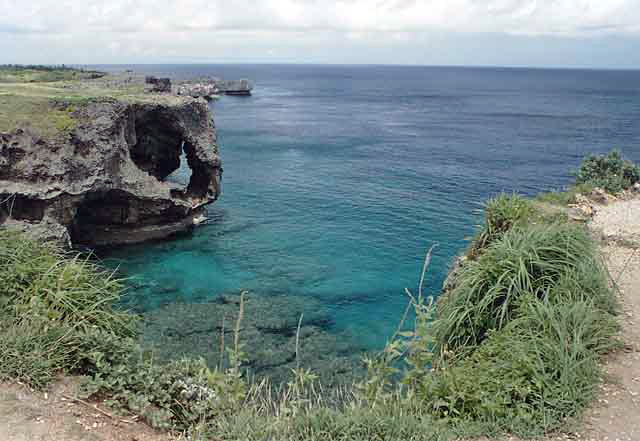
萬座毛
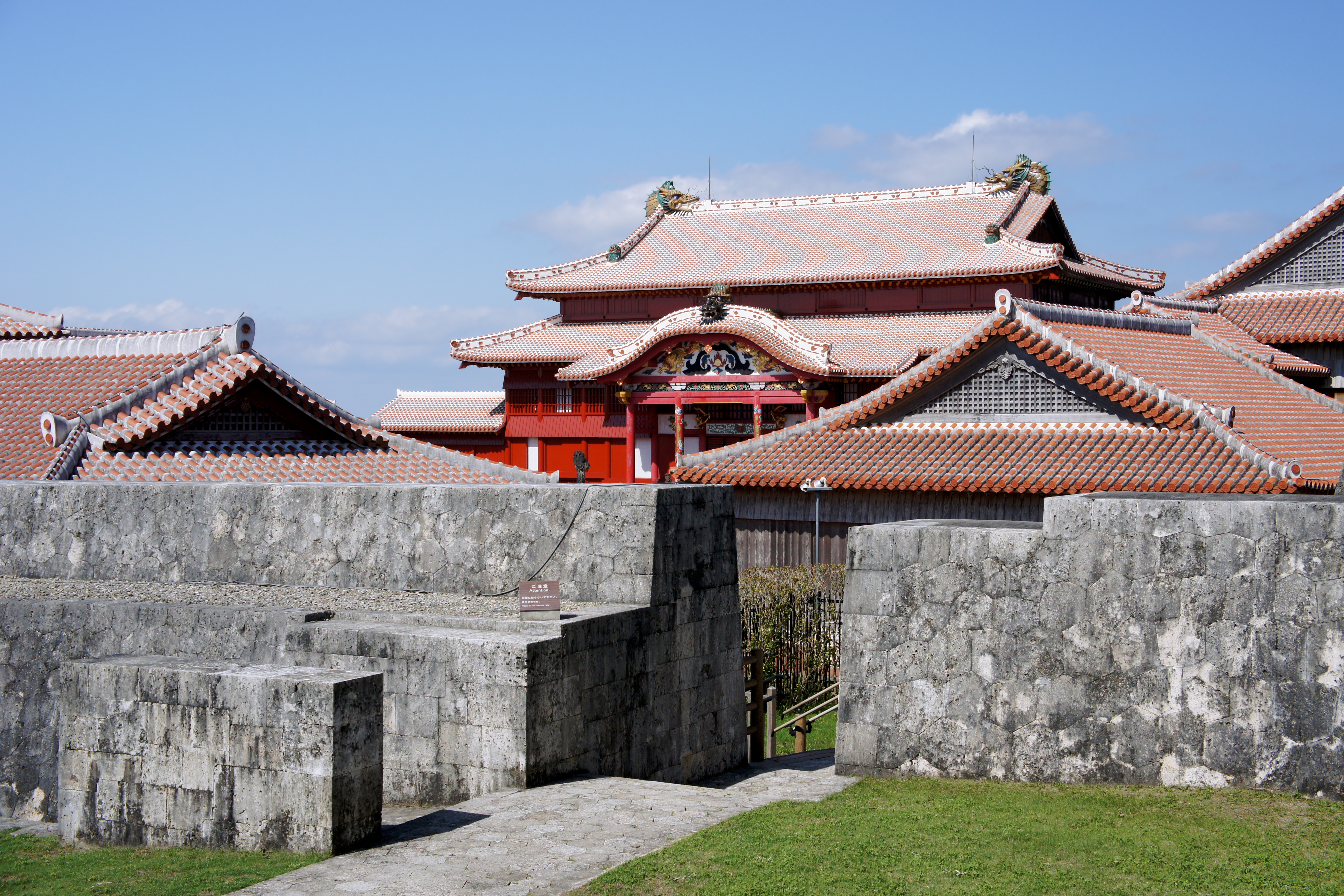
首里城
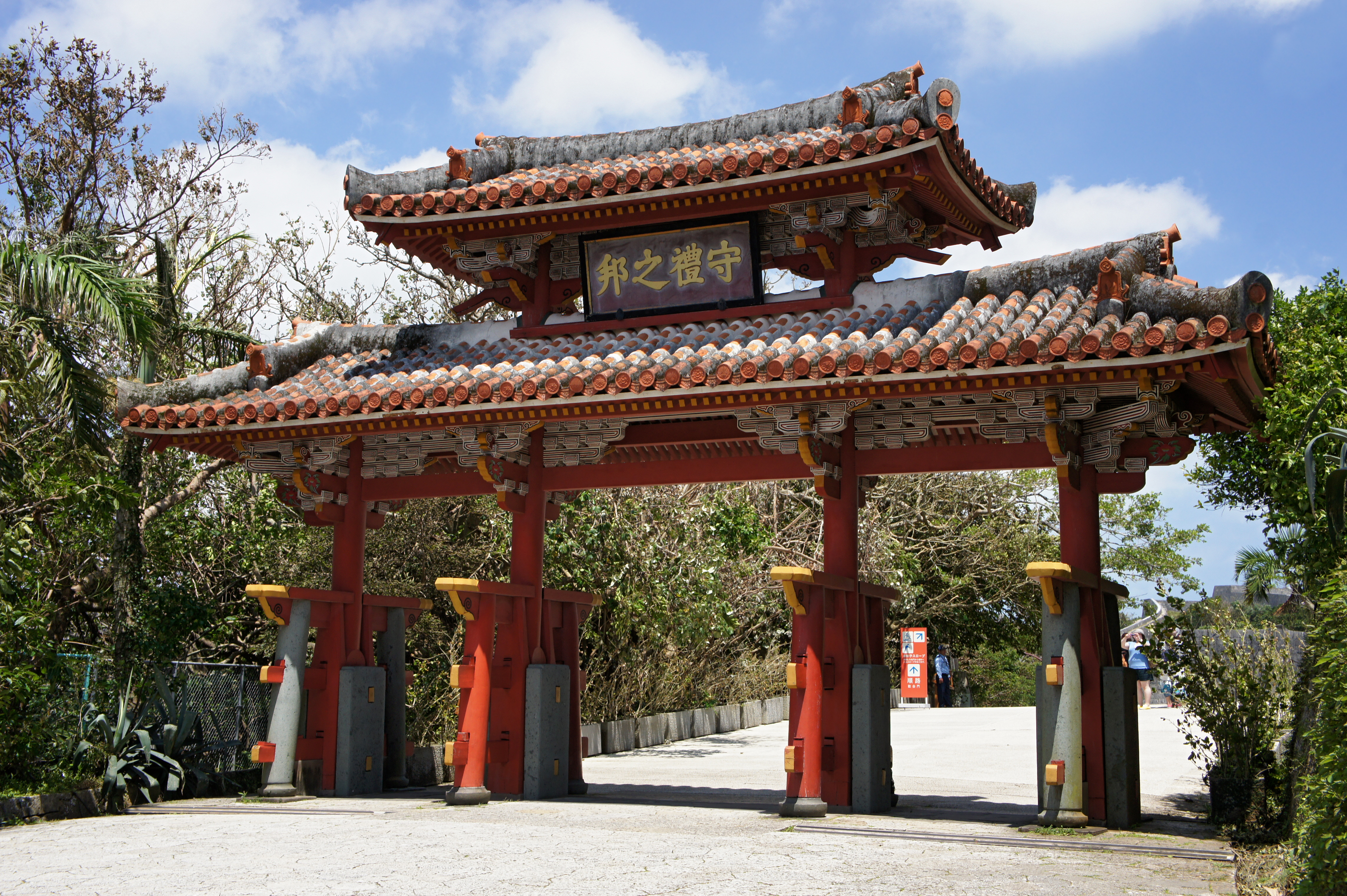
守禮門
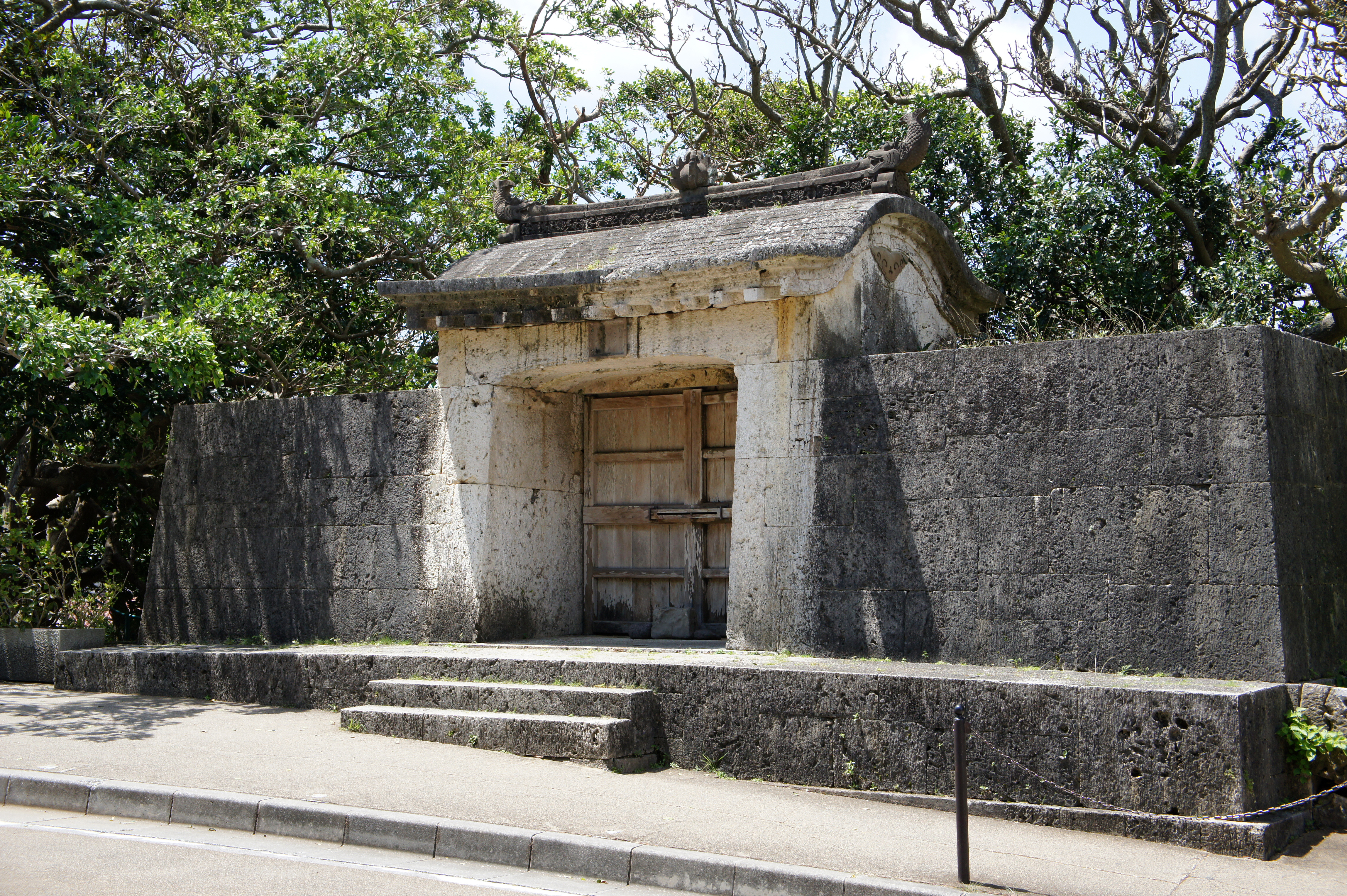
園比屋武御嶽石門
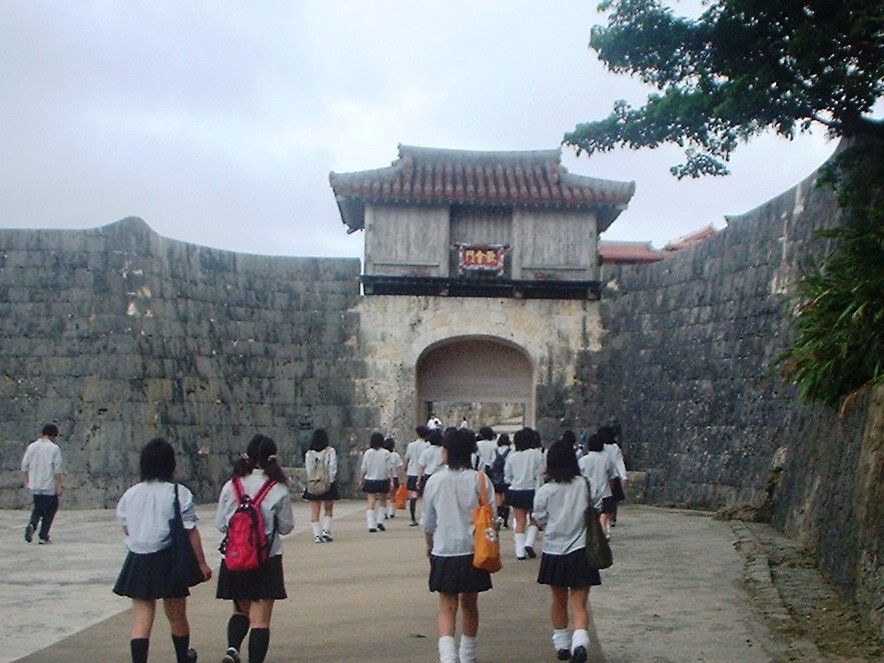
首里城歡會門
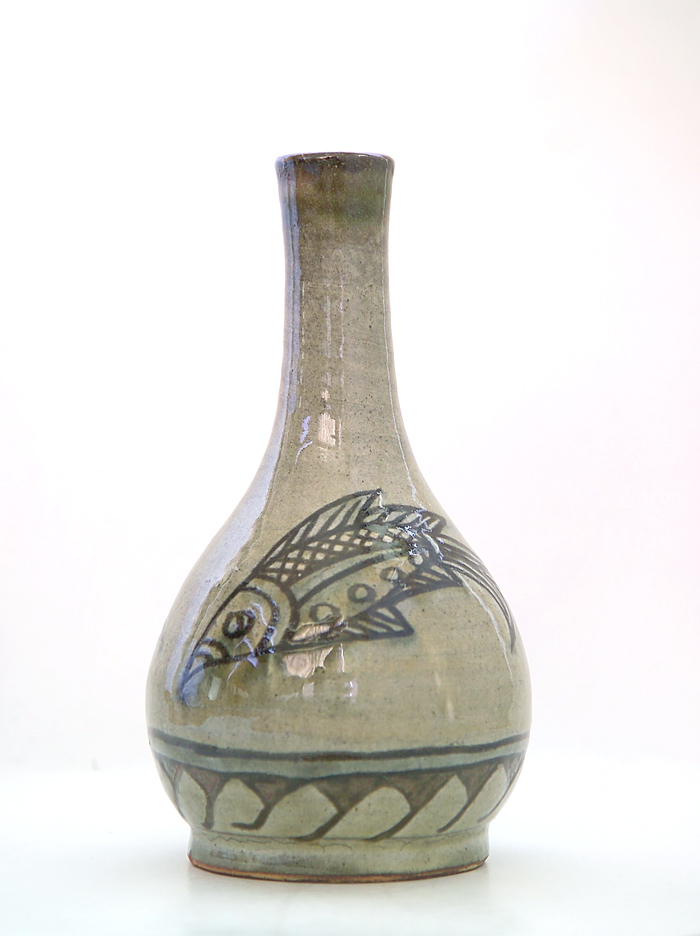
琉球傳統陶器
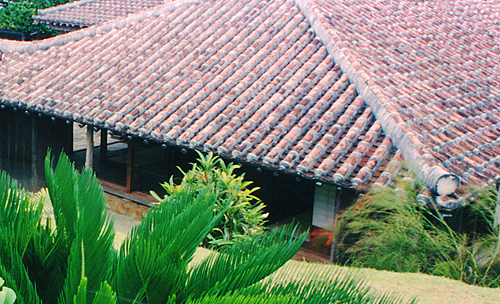
傳統琉球民宅
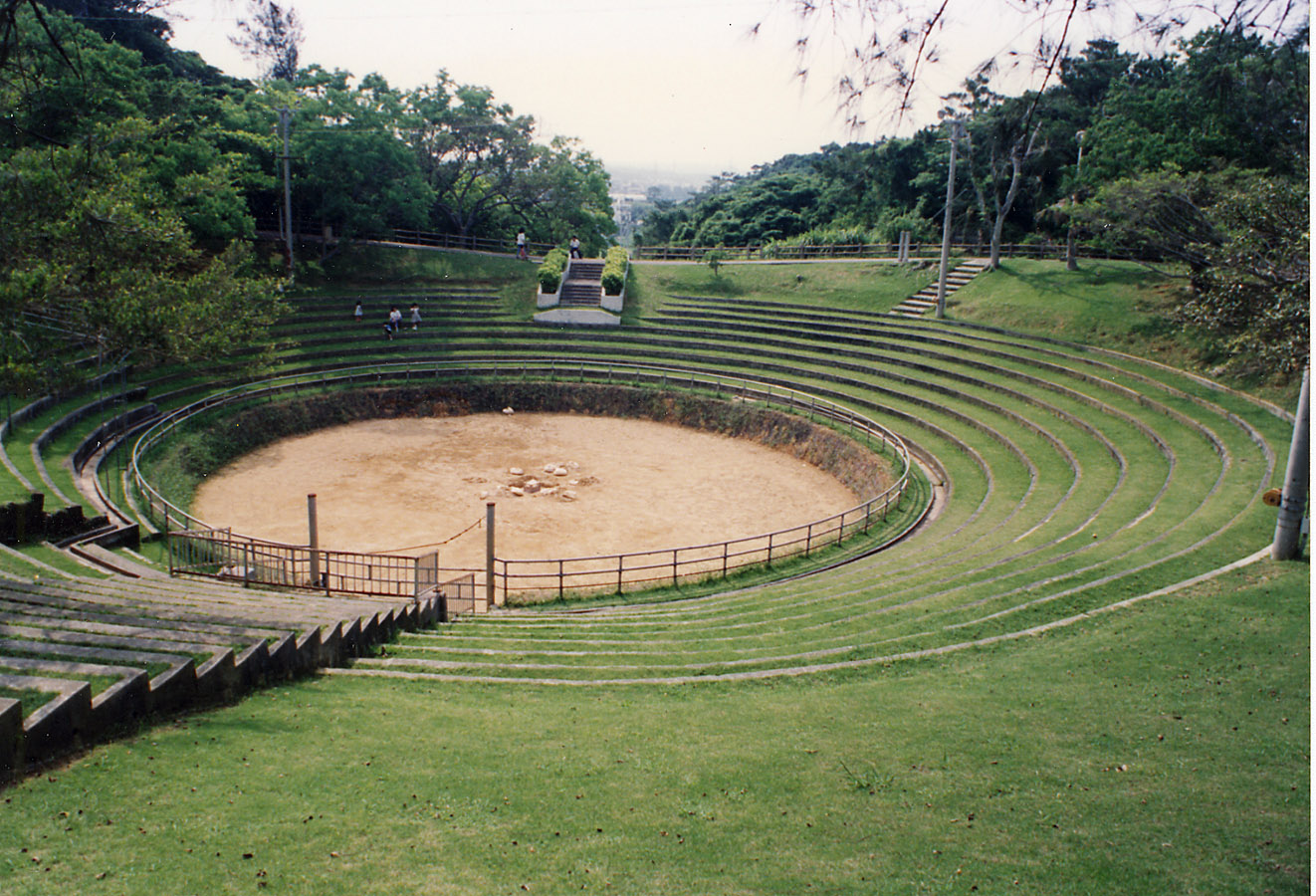
鬥牛場
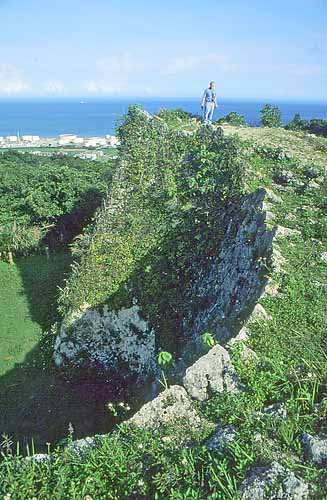
城牆遺跡
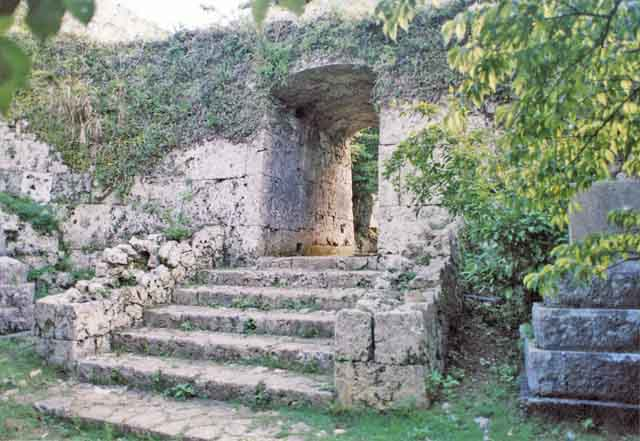
城牆遺跡
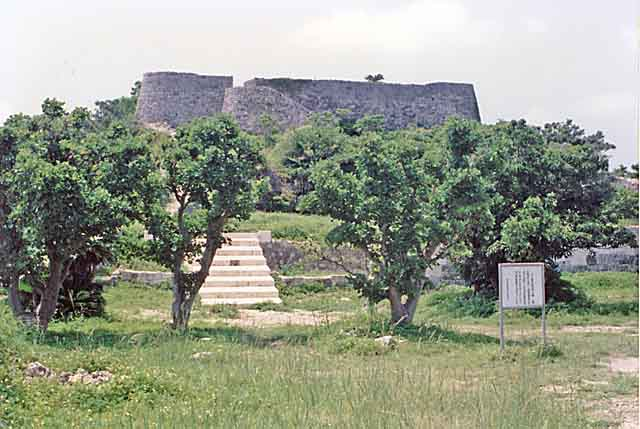
勝連城遺跡